# 13e étape du Tour de France 2020
Pour un article plus général, voir Tour de France 2020.
La 13e étape du Tour de France 2020 se déroule le vendredi 11 septembre 2020 entre Châtel-Guyon et Puy Mary, sur une distance de 191 kilomètres.

## Parcours
L'étape qui compte 4459 mètres de dénivelé offre une multitude d'ascensions : le col de Ceyssat (10,2 km à 6,1 %), le col de Guéry (7,8 km à 5 %), la montée de la Stèle (6,8 km à 5,7 %, 2e catégorie). En deuxième partie de course, de nouvelles difficultés se dressent : la côte de l’Estiade (3,7 km à 6,9 %), celle d’Anglards-de-Salers (3,5 kilomètres à 6,9 %), le col de Néronne (3,8 km à 9,1 %, 2e catégorie et bonifications) et l’ascension finale : le Puy Mary (5,4 km à 8,1 %, 1re catégorie).

## Déroulement de la course
17 coureurs prennent le large par rapport au peloton et se disputent la victoire d'étape. Une chute secoue le peloton au km 100, mettant à terre notamment Romain Bardet, Nairo Quintana et Bauke Mollema. Ce dernier est contraint à l'abandon. Neilson Powless attaque à 40 km de l'arrivée. Maximilian Schachmann sort du groupe de poursuite dans la côte d'Anglars-de-Salers, puis rejoint l'homme de tête à 29 km du but. Dans le col de Néronne, Schachmann file en solitaire et le groupe de poursuivants explose, Daniel Martinez accélère avec Lennard Kämna (Bora-Hansgrohe) dans sa roue. Dans le peloton, Guillaume Martin et Romain Bardet sont distancés. Le duo de chasse reprend Schachmann dans le Pas de Peyrol, puis ce dernier est distancé à 800 m du sommet. Kämna puis Martinez vont ensuite tenter leur chance, sans succès. Le coureur allemand lance le sprint à 150 m de la ligne, mais c'est Martinez qui lève les bras, avec 4 secondes d'avance sur Kämna et 51 sur Schachmann. Dans les pentes les plus dures de l'ascension, l'attaque de Tadej Pogačar, suivi par le maillot jaune, fait exploser le groupe des favoris. Le duo de slovène termine à 6 minutes 05 du vainqueur. Les deux hommes devancent Richie Porte et Mikel Landa de 13 secondes, Miguel Ángel López de 16 secondes, le maillot blanc et Rigoberto Urán de 38 secondes, Adam Yates et Nairo Quintana de 40 secondes, Enric Mas de 52 secondes, Bardet de 1 minute 30 et Martin de 1 minute 46. Roglič conforte donc son maillot jaune. Il possède désormais 44 secondes d'avance sur Pogačar, qui s'empare de nouveau du maillot blanc, et 59 sur Egan Bernal. Cinq autres coureurs sont à moins de 2 minutes du leader : Urán, Quintana, López, Yates et Landa ont respectivement 1 minute 10, 1 minute 12, 1 minute 31, 1 minute 42 et 1 minute 55 de retard. Les mésaventures de Bardet et Martin permettent à Porte et Mas de faire leur (r)entrée dans le Top 10, à 2 minutes 6 secondes et 2 minutes 54 secondes du maillot jaune. Romain Bardet, souffrant d'une commotion cérébrale, ne prend pas le départ de l'étape le lendemain.

## Résultats

### Classement de l'étape
| Classement de la 13e étape | Classement de la 13e étape | Classement de la 13e étape | Classement de la 13e étape | Classement de la 13e étape |
|                            | Coureur                    | Pays                       | Équipe                     | Temps                      |
| -------------------------- | -------------------------- | -------------------------- | -------------------------- | -------------------------- |
| 1er                        | Daniel Felipe Martínez     | Colombie                   | EF Pro Cycling             | en 5 h 1 min 51 s          |
| 2e                         | Lennard Kämna              | Allemagne                  | Bora-Hansgrohe             | + 4 s                      |
| 3e                         | Maximilian Schachmann      | Allemagne                  | Bora-Hansgrohe             | + 51 s                     |
| 4e                         | Valentin Madouas           | France                     | Groupama-FDJ               | + 1 min 33 s               |
| 5e                         | Pierre Rolland             | France                     | B&B Hotels-Vital Concept   | + 1 min 42 s               |
| 6e                         | Nicolas Edet               | France                     | Cofidis                    | + 1 min 53 s               |
| 7e                         | Simon Geschke              | Allemagne                  | CCC                        | + 2 min 35 s               |
| 8e                         | Marc Soler                 | Espagne                    | Movistar                   | + 2 min 43 s               |
| 9e                         | Hugh Carthy                | Royaume-Uni                | EF Pro Cycling             | + 3 min 18 s               |
| 10e                        | David De La Cruz           | Espagne                    | UAE Emirates               | + 3 min 52 s               |
| modifier                   |                            |                            |                            |                            |

### Points attribués
| Sprint intermédiaire Lanobre (km 111) | Sprint intermédiaire Lanobre (km 111) | Sprint intermédiaire Lanobre (km 111) | Sprint intermédiaire Lanobre (km 111) | Sprint intermédiaire Lanobre (km 111) |
| ------------------------------------- | ------------------------------------- | ------------------------------------- | ------------------------------------- | ------------------------------------- |
|                                       | Coureur                               | Pays                                  | Équipe                                | Point(s)                              |
| 1er                                   | Julian Alaphilippe                    | France                                | Deceuninck-Quick Step                 | 20                                    |
| 2e                                    | Simon Geschke                         | Allemagne                             | CCC                                   | 17                                    |
| 3e                                    | Nicolas Edet                          | France                                | Cofidis                               | 15                                    |
| 4e                                    | Marc Soler                            | Espagne                               | Movistar                              | 13                                    |
| 5e                                    | Neilson Powless                       | États-Unis                            | EF Pro Cycling                        | 11                                    |
| 6e                                    | Lennard Kämna                         | Allemagne                             | Bora-Hansgrohe                        | 10                                    |
| 7e                                    | Romain Sicard                         | France                                | Total Direct Énergie                  | 9                                     |
| 8e                                    | Daniel Felipe Martínez                | Colombie                              | EF Pro Cycling                        | 8                                     |
| 9e                                    | David De La Cruz                      | Espagne                               | UAE Emirates                          | 7                                     |
| 10e                                   | Hugh Carthy                           | Royaume-Uni                           | EF Pro Cycling                        | 6                                     |
| 11e                                   | Dan Martin                            | Irlande                               | Israel Start-Up Nation                | 5                                     |
| 12e                                   | Valentin Madouas                      | France                                | Groupama-FDJ                          | 4                                     |
| 13e                                   | Warren Barguil                        | France                                | Arkéa-Samsic                          | 3                                     |
| 14e                                   | Pavel Sivakov                         | Russie                                | Ineos Grenadiers                      | 2                                     |
| 15e                                   | Rémi Cavagna                          | France                                | Deceuninck-Quick Step                 | 1                                     |
| modifier                              |                                       |                                       |                                       |                                       |

| Arrivée d'étape Puy Mary - Pas de Peyrol (km 191,5) | Arrivée d'étape Puy Mary - Pas de Peyrol (km 191,5) | Arrivée d'étape Puy Mary - Pas de Peyrol (km 191,5) | Arrivée d'étape Puy Mary - Pas de Peyrol (km 191,5) | Arrivée d'étape Puy Mary - Pas de Peyrol (km 191,5) |
| --------------------------------------------------- | --------------------------------------------------- | --------------------------------------------------- | --------------------------------------------------- | --------------------------------------------------- |
|                                                     | Coureur                                             | Pays                                                | Équipe                                              | Point(s)                                            |
| 1er                                                 | Daniel Felipe Martínez                              | Colombie                                            | EF Pro Cycling                                      | 20                                                  |
| 2e                                                  | Lennard Kämna                                       | Allemagne                                           | Bora-Hansgrohe                                      | 17                                                  |
| 3e                                                  | Maximilian Schachmann                               | Allemagne                                           | Bora-Hansgrohe                                      | 15                                                  |
| 4e                                                  | Valentin Madouas                                    | France                                              | Groupama-FDJ                                        | 13                                                  |
| 5e                                                  | Pierre Rolland                                      | France                                              | B&B Hotels-Vital Concept                            | 11                                                  |
| 6e                                                  | Nicolas Edet                                        | France                                              | Cofidis                                             | 10                                                  |
| 7e                                                  | Simon Geschke                                       | Allemagne                                           | CCC                                                 | 9                                                   |
| 8e                                                  | Marc Soler                                          | Espagne                                             | Movistar                                            | 8                                                   |
| 9e                                                  | Hugh Carthy                                         | Royaume-Uni                                         | EF Pro Cycling                                      | 7                                                   |
| 10e                                                 | David De La Cruz                                    | Espagne                                             | UAE Emirates                                        | 6                                                   |
| 11e                                                 | Dan Martin                                          | Irlande                                             | Israel Start-Up Nation                              | 5                                                   |
| 12e                                                 | Primož Roglič                                       | Slovénie                                            | Jumbo-Visma                                         | 4                                                   |
| 13e                                                 | Tadej Pogačar                                       | Slovénie                                            | UAE Emirates                                        | 3                                                   |
| 14e                                                 | Richie Porte                                        | Australie                                           | Trek-Segafredo                                      | 2                                                   |
| 15e                                                 | Mikel Landa                                         | Espagne                                             | Bahrain-McLaren                                     | 1                                                   |
| modifier                                            |                                                     |                                                     |                                                     |                                                     |

|   | Coureur                | Pays      | Équipe         | Secondes |
| - | ---------------------- | --------- | -------------- | -------- |
| 1 | Maximilian Schachmann  | Allemagne | Bora-Hansgrohe | 8 s      |
| 2 | Daniel Felipe Martínez | Colombie  | EF Pro Cycling | 5 s      |
| 3 | Lennard Kämna          | Allemagne | Bora-Hansgrohe | 2 s      |

|   | Coureur                | Pays      | Équipe         | Secondes |
| - | ---------------------- | --------- | -------------- | -------- |
| 1 | Daniel Felipe Martínez | Colombie  | EF Pro Cycling | 10 s     |
| 2 | Lennard Kämna          | Allemagne | Bora-Hansgrohe | 6 s      |
| 3 | Maximilian Schachmann  | Allemagne | Bora-Hansgrohe | 4 s      |

### Cols et côtes
| Col de Ceyssat (km 36) 1re catégorie (10,2 km à 6,1%) | Col de Ceyssat (km 36) 1re catégorie (10,2 km à 6,1%) | Col de Ceyssat (km 36) 1re catégorie (10,2 km à 6,1%) | Col de Ceyssat (km 36) 1re catégorie (10,2 km à 6,1%) | Col de Ceyssat (km 36) 1re catégorie (10,2 km à 6,1%) |
| ----------------------------------------------------- | ----------------------------------------------------- | ----------------------------------------------------- | ----------------------------------------------------- | ----------------------------------------------------- |
|                                                       | Coureur                                               | Pays                                                  | Équipe                                                | Point(s)                                              |
| 1er                                                   | Simon Geschke                                         | Allemagne                                             | CCC                                                   | 10                                                    |
| 2e                                                    | Dan Martin                                            | Irlande                                               | Israel Start-Up Nation                                | 8                                                     |
| 3e                                                    | Marc Soler                                            | Espagne                                               | Movistar                                              | 6                                                     |
| 4e                                                    | Julian Alaphilippe                                    | France                                                | Deceuninck-Quick Step                                 | 4                                                     |
| 5e                                                    | Rémi Cavagna                                          | France                                                | Deceuninck-Quick Step                                 | 2                                                     |
| 6e                                                    | Hugh Carthy                                           | Royaume-Uni                                           | EF Pro Cycling                                        | 1                                                     |
| modifier                                              |                                                       |                                                       |                                                       |                                                       |

| Col de Guéry (km 63,5) 3e catégorie (7,8 km à 5,0%) | Col de Guéry (km 63,5) 3e catégorie (7,8 km à 5,0%) | Col de Guéry (km 63,5) 3e catégorie (7,8 km à 5,0%) | Col de Guéry (km 63,5) 3e catégorie (7,8 km à 5,0%) | Col de Guéry (km 63,5) 3e catégorie (7,8 km à 5,0%) |
| --------------------------------------------------- | --------------------------------------------------- | --------------------------------------------------- | --------------------------------------------------- | --------------------------------------------------- |
|                                                     | Coureur                                             | Pays                                                | Équipe                                              | Point(s)                                            |
| 1er                                                 | Pierre Rolland                                      | France                                              | B&B Hotels-Vital Concept                            | 2                                                   |
| 2e                                                  | Warren Barguil                                      | France                                              | Arkéa-Samsic                                        | 1                                                   |
| modifier                                            |                                                     |                                                     |                                                     |                                                     |

| Montée de La Stèle (km 85,5) 2e catégorie (6,8 km à 5,7%) | Montée de La Stèle (km 85,5) 2e catégorie (6,8 km à 5,7%) | Montée de La Stèle (km 85,5) 2e catégorie (6,8 km à 5,7%) | Montée de La Stèle (km 85,5) 2e catégorie (6,8 km à 5,7%) | Montée de La Stèle (km 85,5) 2e catégorie (6,8 km à 5,7%) |
| --------------------------------------------------------- | --------------------------------------------------------- | --------------------------------------------------------- | --------------------------------------------------------- | --------------------------------------------------------- |
|                                                           | Coureur                                                   | Pays                                                      | Équipe                                                    | Point(s)                                                  |
| 1er                                                       | Valentin Madouas                                          | France                                                    | Groupama-FDJ                                              | 5                                                         |
| 2e                                                        | David De La Cruz                                          | Espagne                                                   | UAE Emirates                                              | 3                                                         |
| 3e                                                        | Pierre Rolland                                            | France                                                    | B&B Hotels-Vital Concept                                  | 2                                                         |
| 4e                                                        | Dan Martin                                                | Irlande                                                   | Israel Start-Up Nation                                    | 1                                                         |
| modifier                                                  |                                                           |                                                           |                                                           |                                                           |

| Côte de l'Estiade (km 130,5) 3e catégorie (3,7 km à 6,9%) | Côte de l'Estiade (km 130,5) 3e catégorie (3,7 km à 6,9%) | Côte de l'Estiade (km 130,5) 3e catégorie (3,7 km à 6,9%) | Côte de l'Estiade (km 130,5) 3e catégorie (3,7 km à 6,9%) | Côte de l'Estiade (km 130,5) 3e catégorie (3,7 km à 6,9%) |
| --------------------------------------------------------- | --------------------------------------------------------- | --------------------------------------------------------- | --------------------------------------------------------- | --------------------------------------------------------- |
|                                                           | Coureur                                                   | Pays                                                      | Équipe                                                    | Point(s)                                                  |
| 1er                                                       | Pierre Rolland                                            | France                                                    | B&B Hotels-Vital Concept                                  | 2                                                         |
| 2e                                                        | Valentin Madouas                                          | France                                                    | Groupama-FDJ                                              | 1                                                         |
| modifier                                                  |                                                           |                                                           |                                                           |                                                           |

| Côte d'Anglards-de-Salers (km 157,5) 3e catégorie (3,5 km à 6,9%) | Côte d'Anglards-de-Salers (km 157,5) 3e catégorie (3,5 km à 6,9%) | Côte d'Anglards-de-Salers (km 157,5) 3e catégorie (3,5 km à 6,9%) | Côte d'Anglards-de-Salers (km 157,5) 3e catégorie (3,5 km à 6,9%) | Côte d'Anglards-de-Salers (km 157,5) 3e catégorie (3,5 km à 6,9%) |
| ----------------------------------------------------------------- | ----------------------------------------------------------------- | ----------------------------------------------------------------- | ----------------------------------------------------------------- | ----------------------------------------------------------------- |
|                                                                   | Coureur                                                           | Pays                                                              | Équipe                                                            | Point(s)                                                          |
| 1er                                                               | Neilson Powless                                                   | États-Unis                                                        | EF Pro Cycling                                                    | 2                                                                 |
| 2e                                                                | Maximilian Schachmann                                             | Allemagne                                                         | Bora-Hansgrohe                                                    | 1                                                                 |
| modifier                                                          |                                                                   |                                                                   |                                                                   |                                                                   |

| Col de Néronne (km 180,5) 2e catégorie (3,8 km à 9,1%) | Col de Néronne (km 180,5) 2e catégorie (3,8 km à 9,1%) | Col de Néronne (km 180,5) 2e catégorie (3,8 km à 9,1%) | Col de Néronne (km 180,5) 2e catégorie (3,8 km à 9,1%) | Col de Néronne (km 180,5) 2e catégorie (3,8 km à 9,1%) |
| ------------------------------------------------------ | ------------------------------------------------------ | ------------------------------------------------------ | ------------------------------------------------------ | ------------------------------------------------------ |
|                                                        | Coureur                                                | Pays                                                   | Équipe                                                 | Point(s)                                               |
| 1er                                                    | Maximilian Schachmann                                  | Allemagne                                              | Bora-Hansgrohe                                         | 5                                                      |
| 2e                                                     | Daniel Felipe Martínez                                 | Colombie                                               | EF Pro Cycling                                         | 3                                                      |
| 3e                                                     | Lennard Kämna                                          | Allemagne                                              | Bora-Hansgrohe                                         | 2                                                      |
| 4e                                                     | Marc Soler                                             | Espagne                                                | Movistar                                               | 1                                                      |
| modifier                                               |                                                        |                                                        |                                                        |                                                        |

| \| Puy Mary - Pas de Peyrol (km 191,5) 1re catégorie (5,4 km à 8,10%) \| Puy Mary - Pas de Peyrol (km 191,5) 1re catégorie (5,4 km à 8,10%) \| Puy Mary - Pas de Peyrol (km 191,5) 1re catégorie (5,4 km à 8,10%) \| Puy Mary - Pas de Peyrol (km 191,5) 1re catégorie (5,4 km à 8,10%) \| Puy Mary - Pas de Peyrol (km 191,5) 1re catégorie (5,4 km à 8,10%) \| \| ------------------------------------------------------------------ \| ------------------------------------------------------------------ \| ------------------------------------------------------------------ \| ------------------------------------------------------------------ \| ------------------------------------------------------------------ \| \| \| Coureur \| Pays \| Équipe \| Point(s) \| \| 1er \| Daniel Felipe Martínez \| Colombie \| EF Pro Cycling \| 10 \| \| 2e \| Lennard Kämna \| Allemagne \| Bora-Hansgrohe \| 8 \| \| 3e \| Maximilian Schachmann \| Allemagne \| Bora-Hansgrohe \| 6 \| \| 4e \| Valentin Madouas \| France \| Groupama-FDJ \| 4 \| \| 5e \| Pierre Rolland \| France \| B&B Hotels-Vital Concept \| 2 \| \| 6e \| Nicolas Edet \| France \| Cofidis \| 1 \| \| modifier \| \| \| \| \| |                        |           |                          |          |
| Puy Mary - Pas de Peyrol (km 191,5) 1re catégorie (5,4 km à 8,10%) |                        |           |                          |          |
| | Coureur                | Pays      | Équipe                   | Point(s) |
| 1er | Daniel Felipe Martínez | Colombie  | EF Pro Cycling           | 10       |
| 2e | Lennard Kämna          | Allemagne | Bora-Hansgrohe           | 8        |
| 3e | Maximilian Schachmann  | Allemagne | Bora-Hansgrohe           | 6        |
| 4e | Valentin Madouas       | France    | Groupama-FDJ             | 4        |
| 5e | Pierre Rolland         | France    | B&B Hotels-Vital Concept | 2        |
| 6e | Nicolas Edet           | France    | Cofidis                  | 1        |
| modifier |                        |           |                          |          |

### Prix de la combativité
- Maximilian Schachmann (Bora-Hansgrohe)

## Classements à l'issue de l'étape

### Classement général
| Classement général | Classement général | Classement général | Classement général | Classement général  |
|                    | Coureur            | Pays               | Équipe             | Temps               |
| ------------------ | ------------------ | ------------------ | ------------------ | ------------------- |
| 1er                | Primož Roglič      | Slovénie           | Jumbo-Visma        | en 56 h 34 min 35 s |
| 2e                 | Tadej Pogačar      | Slovénie           | UAE Emirates       | + 44 s              |
| 3e                 | Egan Bernal        | Colombie           | Ineos Grenadiers   | + 59 s              |
| 4e                 | Rigoberto Urán     | Colombie           | EF Pro Cycling     | + 1 min 10 s        |
| 5e                 | Nairo Quintana     | Colombie           | Arkéa-Samsic       | + 1 min 12 s        |
| 6e                 | Miguel Ángel López | Colombie           | Astana             | + 1 min 31 s        |
| 7e                 | Adam Yates         | Royaume-Uni        | Mitchelton-Scott   | + 1 min 42 s        |
| 8e                 | Mikel Landa        | Espagne            | Bahrain-McLaren    | + 1 min 55 s        |
| 9e                 | Richie Porte       | Australie          | Trek-Segafredo     | + 2 min 6 s         |
| 10e                | Enric Mas          | Espagne            | Movistar           | + 2 min 54 s        |
| modifier           |                    |                    |                    |                     |

| Classement par points | Classement par points | Classement par points | Classement par points    | Classement par points |
| --------------------- | --------------------- | --------------------- | ------------------------ | --------------------- |
|                       | Coureur               | Pays                  | Équipe                   | Point(s)              |
| 1er                   | Sam Bennett           | Irlande               | Deceuninck-Quick Step    | 252 points            |
| 2e                    | Peter Sagan           | Slovaquie             | Bora-Hansgrohe           | 186 pts               |
| 3e                    | Bryan Coquard         | France                | B&B Hotels-Vital Concept | 162 pts               |
| 4e                    | Caleb Ewan            | Australie             | Lotto-Soudal             | 155 pts               |
| 5e                    | Matteo Trentin        | Italie                | CCC                      | 146 pts               |
| 6e                    | Wout van Aert         | Belgique              | Jumbo-Visma              | 131 pts               |
| 7e                    | Julian Alaphilippe    | France                | Deceuninck-Quick Step    | 108 pts               |
| 8e                    | Alexander Kristoff    | Norvège               | UAE Emirates             | 100 pts               |
| 9e                    | Michael Mørkøv        | Danemark              | Deceuninck-Quick Step    | 100 pts               |
| 10e                   | Marc Hirschi          | Suisse                | Sunweb                   | 90 pts                |
| modifier              |                       |                       |                          |                       |

| Classement du meilleur grimpeur | Classement du meilleur grimpeur | Classement du meilleur grimpeur | Classement du meilleur grimpeur | Classement du meilleur grimpeur |
| ------------------------------- | ------------------------------- | ------------------------------- | ------------------------------- | ------------------------------- |
|                                 | Coureur                         | Pays                            | Équipe                          | Point(s)                        |
| 1er                             | Benoît Cosnefroy                | France                          | AG2R La Mondiale                | 36 points                       |
| 2e                              | Nans Peters                     | France                          | AG2R La Mondiale                | 31 pts                          |
| 3e                              | Marc Hirschi                    | Suisse                          | Sunweb                          | 31 pts                          |
| 4e                              | Toms Skujiņš                    | Lettonie                        | Trek-Segafredo                  | 24 pts                          |
| 5e                              | Quentin Pacher                  | France                          | B&B Hotels-Vital Concept        | 21 pts                          |
| 6e                              | Primož Roglič                   | Slovénie                        | Jumbo-Visma                     | 18 pts                          |
| 7e                              | Neilson Powless                 | États-Unis                      | EF Pro Cycling                  | 16 pts                          |
| 8e                              | Daniel Felipe Martínez          | Colombie                        | EF Pro Cycling                  | 14 pts                          |
| 9e                              | Maximilian Schachmann           | Allemagne                       | Bora-Hansgrohe                  | 14 pts                          |
| 10e                             | Tadej Pogačar                   | Slovénie                        | UAE Emirates                    | 14 pts                          |
| modifier                        |                                 |                                 |                                 |                                 |

| Classement général du meilleur jeune | Classement général du meilleur jeune | Classement général du meilleur jeune | Classement général du meilleur jeune | Classement général du meilleur jeune |
|                                      | Coureur                              | Pays                                 | Équipe                               | Temps                                |
| ------------------------------------ | ------------------------------------ | ------------------------------------ | ------------------------------------ | ------------------------------------ |
| 1er                                  | Tadej Pogačar                        | Slovénie                             | UAE Emirates                         | en 56 h 35 min 19 s                  |
| 2e                                   | Egan Bernal                          | Colombie                             | Ineos Grenadiers                     | + 15 s                               |
| 3e                                   | Enric Mas                            | Espagne                              | Movistar                             | + 2 min 10 s                         |
| 4e                                   | Sergio Higuita                       | Colombie                             | EF Pro Cycling                       | + 25 min 28 s                        |
| 5e                                   | Daniel Felipe Martínez               | Colombie                             | EF Pro Cycling                       | + 56 min 37 s                        |
| 6e                                   | Valentin Madouas                     | France                               | Groupama-FDJ                         | + 58 min 35 s                        |
| 7e                                   | Neilson Powless                      | États-Unis                           | EF Pro Cycling                       | + 1 h 7 min 49 s                     |
| 8e                                   | Lennard Kämna                        | Allemagne                            | Bora-Hansgrohe                       | + 1 h 10 min 46 s                    |
| 9e                                   | Harold Tejada                        | Colombie                             | Astana                               | + 1 h 26 min 58 s                    |
| 10e                                  | Marc Hirschi                         | Suisse                               | Sunweb                               | + 1 h 28 min 29 s                    |
| modifier                             |                                      |                                      |                                      |                                      |

| Classement par équipes | Classement par équipes | Classement par équipes | Classement par équipes |
|                        | Équipe                 | Pays                   | Temps                  |
| ---------------------- | ---------------------- | ---------------------- | ---------------------- |
| 1re                    | EF Pro Cycling         | États-Unis             | en 169 h 47 min 21 s   |
| 2e                     | Movistar               | Espagne                | + 3 min 0 s            |
| 3e                     | Jumbo-Visma            | Pays-Bas               | + 23 min 2 s           |
| 4e                     | Trek-Segafredo         | États-Unis             | + 24 min 0 s           |
| 5e                     | Ineos Grenadiers       | Royaume-Uni            | + 35 min 51 s          |
| 6e                     | AG2R La Mondiale       | France                 | + 36 min 30 s          |
| 7e                     | Astana                 | Kazakhstan             | + 38 min 36 s          |
| 8e                     | Bahrain-McLaren        | Bahreïn                | + 44 min 11 s          |
| 9e                     | Mitchelton-Scott       | Australie              | + 1 h 19 min 6 s       |
| 10e                    | Bora-Hansgrohe         | Allemagne              | + 1 h 26 min 22 s      |
| modifier               |                        |                        |                        |

## Abandon
- Bauke Mollema (Trek-Segafredo) : abandon sur chute[2]